# Kommunistische Partei der Russischen Sozialistischen Föderativen Sowjetrepublik
Die Kommunistische Partei der Russischen Föderativen Sozialistischen Sowjetrepublik (KP RSFSR) war der Zweig der Kommunistischen Partei der Sowjetunion (KPdSU) in der Russischen Sozialistischen Sowjetrepublik.

## Gründung
Entgegen der Gepflogenheit, dass jede Sowjetrepublik über eine eigene Landesorganisation innerhalb der KPdSU verfügte besaß die Russische Sowjetrepublik (RSFSR) bis in die 80er-Jahre hinein keine eigenen Parteistrukturen, obwohl zu Ende der 80er Jahre 58 % aller Mitglieder der KPdSU in der RSFSR lebten. Die auf dem Gebiet der RSFSR tätigen Gliederungen waren bis dahin direkt mit der Zentralstruktur der KPdSU verbunden.
Die Kommunistische Partei der RFSFR wurde am 19. Juni 1990 gegründet und bildete zu diesem Zeitpunkt ein Zentrum der Opposition innerhalb der KPdSU gegen die Politik Michail Gorbatschows. Am 25. August 1991 unterzeichnete der Präsident der Russischen Sowjetrepublik, Boris Jelzin, nach dem Scheitern des Putsches vom 19. August eine Anordnung, welche die KP RSFSR verbot und ihr gesamtes Eigentum konfiszierte.

## Übergang in die KPdRF
Am 14. Februar 1993 wurde die Kommunistische Partei der Russischen Föderation beim „Zweiten Parteitag“ formell gegründet und deklarierte, Nachfolgerin der KP RSFSR zu sein. Den Parteivorsitz übernahm Gennadi Sjuganow, der frühere Chefideologe der KP RSFSR und Mitglied des Sekretariats der Partei.